# Бабачи
Бабачи — деревня в Плюсском районе Псковской области. Входит в сельское поселение Плюсская волость.

## География
Деревня расположена на правом берегу реки Плюсса, в 9 км к северу от районного центра — посёлка Плюсса.

## Население
Численность населения деревни по оценке на конец 2000 года составляла 7 жителей, по переписи 2002 года — 12 человек.